# Dawnn Lewis
Dawnn Jewel Lewis (* 13. srpna 1961 New York, USA) je americká herečka a zpěvačka.
Od mala se věnovala zpěvu a herectví. Vystudovala University of Miami a po studiích hrála v letech 1985–1986 v broadwayském muzikálu The Tap Dance Kid. V televizi debutovala v roce 1987, kdy získala hlavní roli v seriálu A Different World. V něm působila až do roku 1992, kdy na něj navázala hlavní rolí v seriálu Hangin' with Mr. Cooper, ve kterém hrála jeden rok. Jako herečka se následně objevila v menších rolích například v seriálech Možná už zítra, Policie New York, One Tree Hill, Kriminálka Miami, Tak jde čas, Castle na zabití, Closer: Nové případy, iZombie či Veronica Mars. Od 90. let 20. století se začala věnovat především dabérské práci a namlouvání animovaných seriálů (např. The Savage Dragon, Spider-Man, Futurama, Simpsonovi či Star Trek: Lower Decks). Během své kariéry se představila také v několika filmech, např. ve snímcích Dostanu tě, syčáku (1988), Teror (1997) či Dreamgirls (2006).
Jako zpěvačka se podílela na některých písních na albech The Right Stuff (1988) od Vanessy Williams, So Much 2 Say (1990) od skupiny Take 6 a Call Me D-Nice (1990) od rappera D-Nice.
V letech 2004–2006 byla vdaná za basketbalistu Johnnyho Newmana.